# Salle des Tableaux

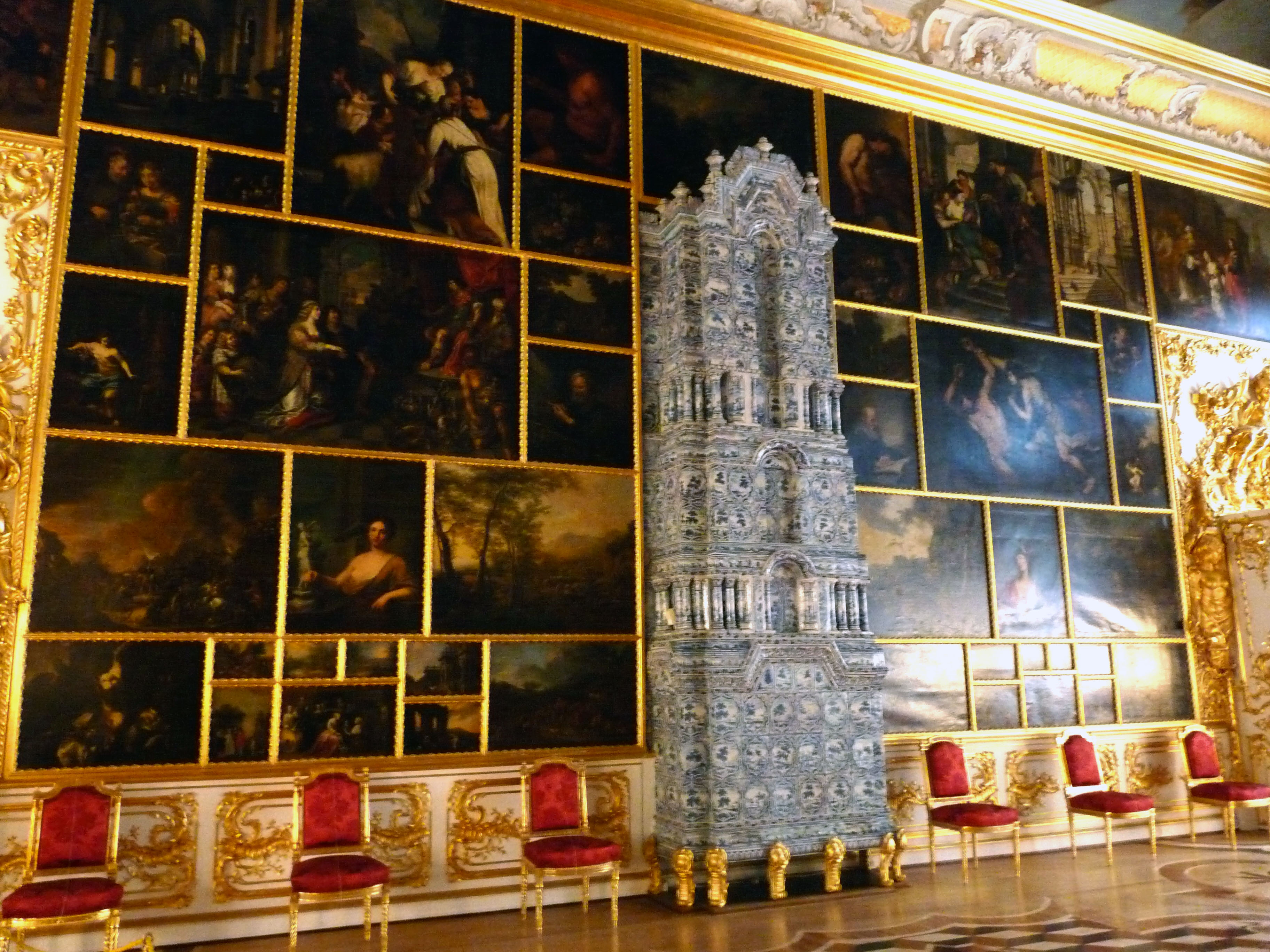
Photographie de la Salle des Tableaux.

La Salle des Tableaux est une grande salle du palais Catherine situé à 25 kilomètres de Saint-Pétersbourg.
Cette grande pièce, richement ornée de sculptures dorées et de miroirs, a été aménagée par Bartolomeo Rastrelli avec un parquet de marqueterie aux différentes essences précieuses lui donnant toutes les nuances du brun. C'est sous le règne de Catherine II que la collection de tableaux impériale - commencée sous Élisabeth - s'agrandit, grâce à ses achats dans toute l'Europe négociés par ses émissaires. Les toiles de maîtres occidentaux recouvrent les murs de côté partagés chacun par un immense poêle de faïence bleu de cobalt. L'on peut distinguer des tableaux de peintres flamands et de maîtres français représentant des scènes mythologiques, des scènes religieuses, des paysages, des portraits et des natures mortes. Pierre le Grand a commandé une Bataille de Poltava à Pierre-Denis Martin (1663-1742), mais qui ne lui fut livrée qu'après sa mort. Elle figure dans cette salle et représente l'empereur au premier plan.
Le plafond est peint d'une copie de l'Olympe de Gaspare Diziani du XVIIIe siècle, qui décore l'escalier du Jourdain du palais d'Hiver.
On remarque dans la salle une œuvre de Jean-Baptiste Nattier (1678-1726) représentant une Allégorie de la Sculpture (1715) à gauche du grand poêle.

## Illustrations

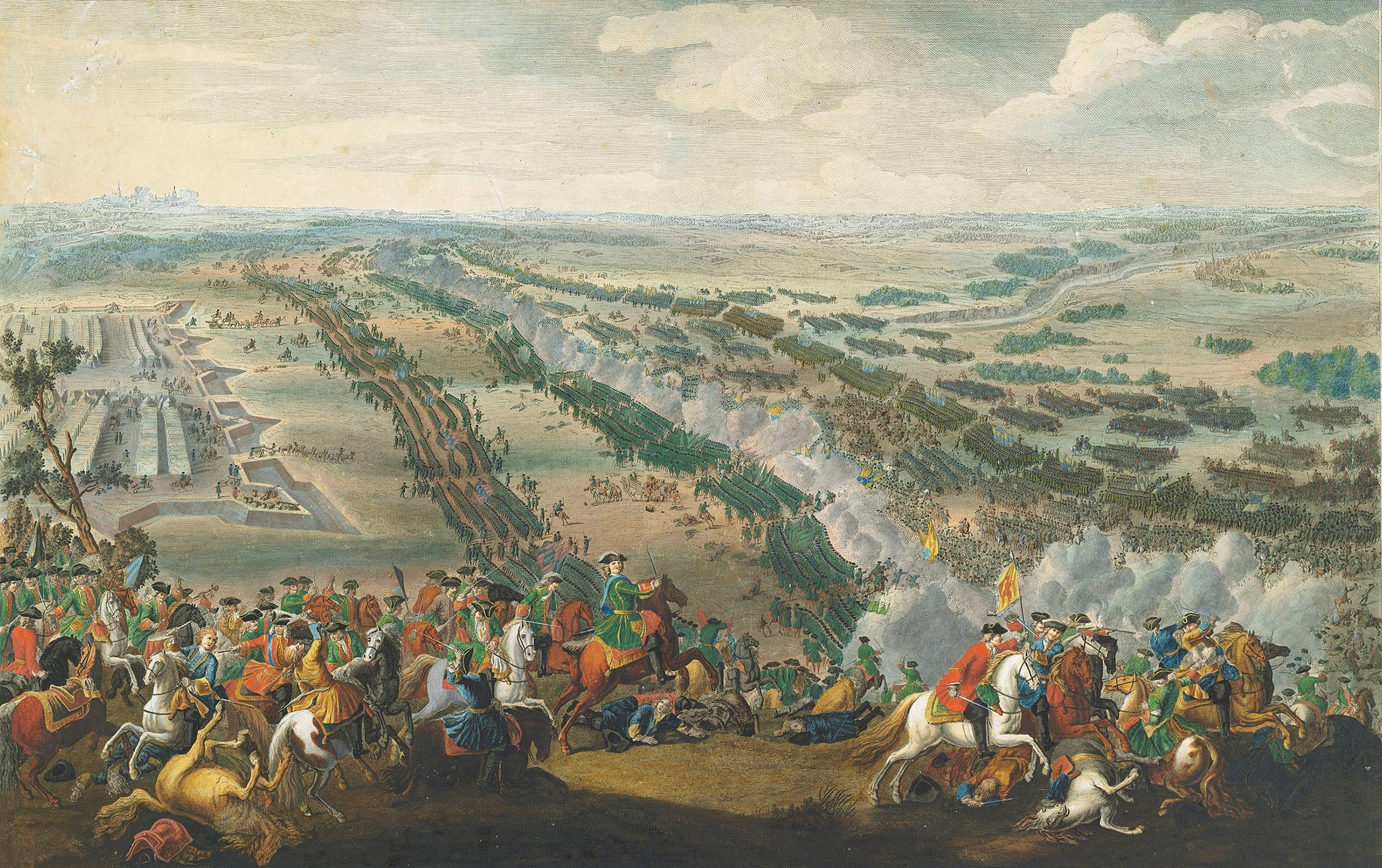
La Bataille de Poltava de Pierre-Denis Martin (1726)
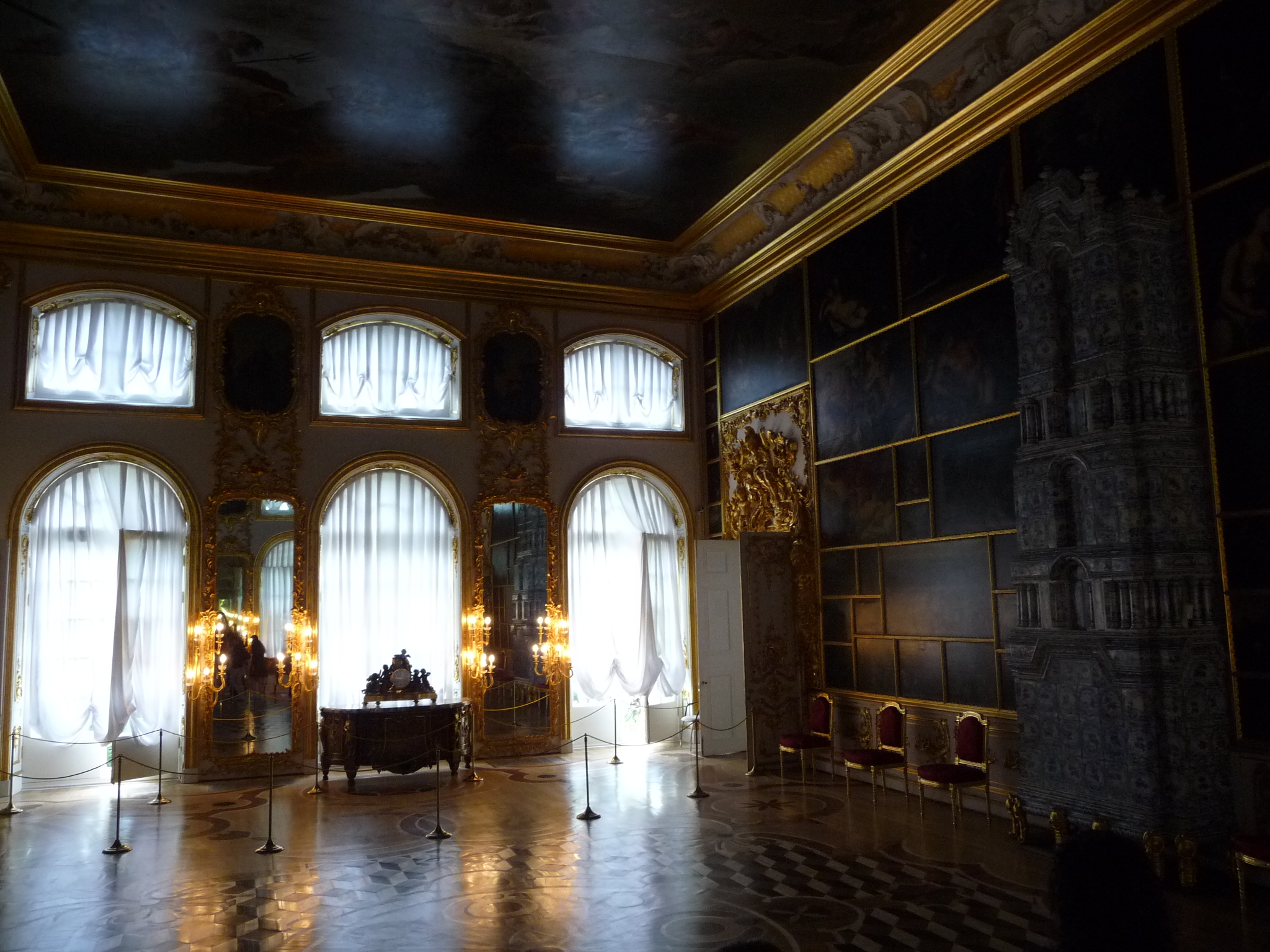
Les grandes fenêtres sont voilées
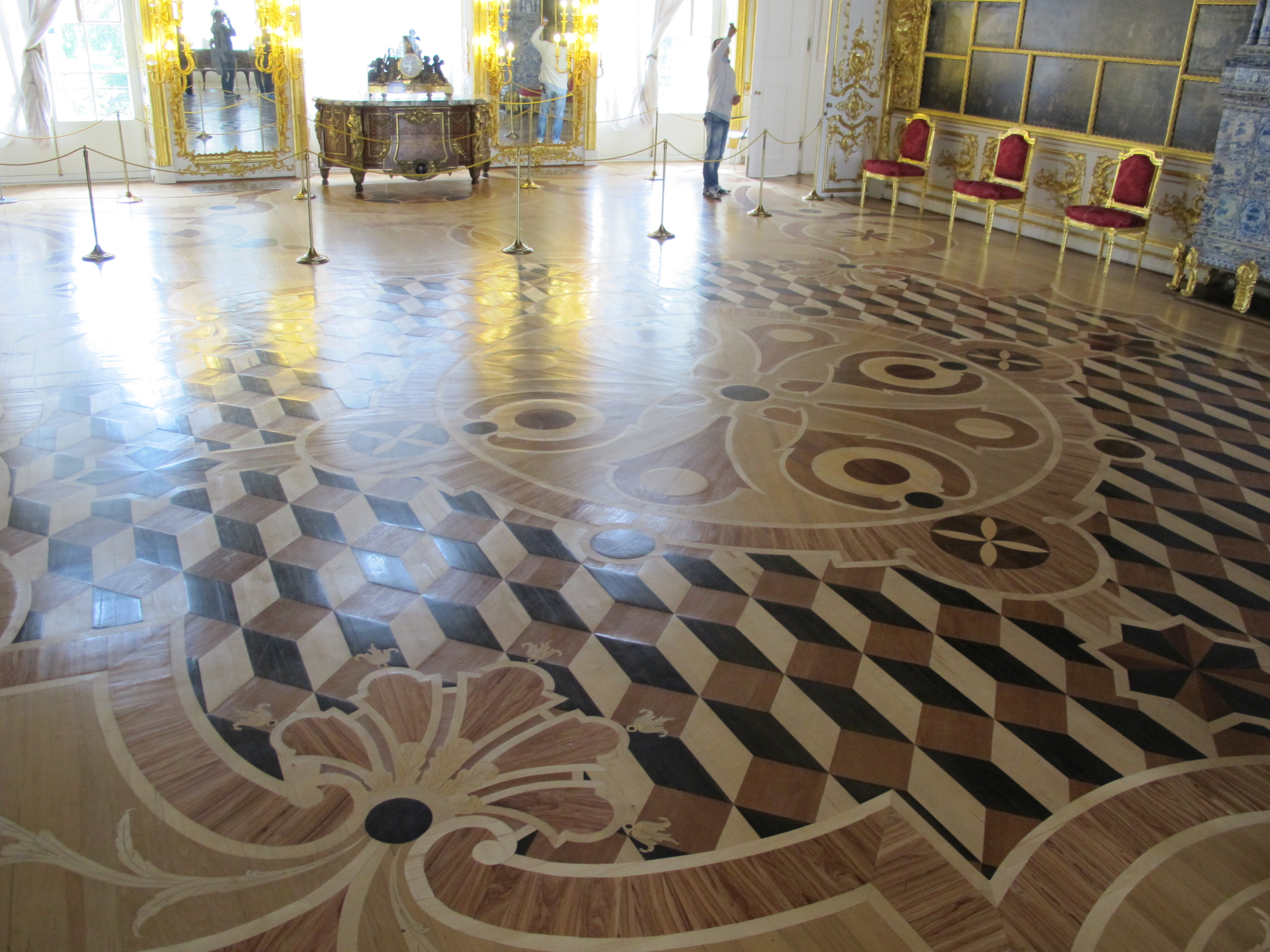
Détail de la marqueterie